# Imants Bodnieks

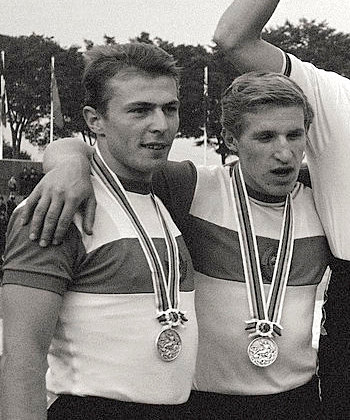
Imants Bodnieks und Wiktor Logunow (1964)

Imants Bodnieks (* 20. Mai 1941 in Riga) ist ein ehemaliger lettischer Radrennfahrer und nationaler Meister im Radsport, der in der Sowjetunion aktiv war.

## Sportliche Laufbahn
Bodnieks war als Bahnradsportler aktiv. Er nahm an den Olympischen Sommerspielen 1960 in Rom teil und startete  im Sprint. Bei den Olympischen Sommerspielen 1964 in Tokio war er im Tandemrennen am Start, ebenso 1968 bei den Olympischen Sommerspielen in Mexiko-Stadt. 1964 gewann Bodnieks zusammen mit Wiktor Logunow die Silbermedaille im Tandemrennen, im Finale unterlagen sie gegen Angelo Damiano und Sergio Bianchetto. Im Tandemrennen 1968 belegte er den 5. Platz mit Igor Wassiljewitsch Zelowalnikow. Bei den Bahnradsport-Weltmeisterschaften 1964 und 1965 startete er im Sprint.
Elfmal gewann er nationale Titel bei den sowjetischen Bahnmeisterschaften:
- im Tandemrennen 1962–1964, 1966 und 1968

- im Zeitfahren 1962, 1963, 1965 und 1966

- im Sprint 1961 und 1962.[1]

Dazu kamen weitere Titel bei den Meisterschaften Lettlands im Bahnradsport.

## Berufliches
Nach seiner aktiven Laufbahn war er als Radsporttrainer in verschiedenen Vereinen tätig.